# البعض يعيش مرتين (فلم)
البعض يعيش مرتين  فيلم دراما وخيال للمخرج كمال عطية عام 1971 عن قصة كتبها وأصدر معالجتها السينمائية الروائي عادل كامل. الفيلم من بطولة يحيى شاهين، ماجدة الخطيب، سناء جميل، صلاح منصور، عبدالمنعم مدبولي، ومشيرة إسماعيل  وتدور الأحداث حول أسرة عالم الآثار الذي يموت وتتمثل روحه في القطعة الأثرية (الجعران الملكي).
تم تنفيذ الحيل السينمائية بقسم الحيل السينمائية باستوديوهات باندروف - براغ - تشيكوسلوفاكيا.
صدر الفيلم إلى دور العرض المصرية في 14 يونيو 1971.
منح موقع قاعدة بيانات الأفلام العربية «السينما.كوم» الفيلم درجة 5.6/ 10.

## طاقم التمثيل
يحيى شاهين: في دور أحمد (عالم الآثار)
ماجدة الخطيب: في دور ثريا أحمد (الابنة الكبرى للعالم أحمد)
سناء جميل: في دور زهيرة (مديرة بالتعليم وزوجة عالم الآثار أحمد)
مشيرة إسماعيل: في دور سميرة أحمد (الابنة الثانية للعالم أحمد)
صلاح منصور: في دور سند
عبد المنعم مدبولي: في دور مندور
عصام الحلبي: في دور مصطفى
أحمد لوكسر: في دور عثمان
فتحية علي: في دور صباح
كمال الزيني: في دور ضابط شرطة
عبد الفتاح السقا: في دور الطفل هشام أحمد (الابن الأصغر لعالم الآثار أحمد)
بالاشتراك مع: رجاء سراج – عبد الخالق صالح – عفاف شعيب – سامي سرحان – عبد الغني النجدي – فايق بهجت – ماجي – حلمي هلالي – كمال الشربيني – صالح الإسكندراني – حسام صالح – خديجة محمود – توفيق الكردي 

## ملخص أحداث الفيلم
يعيش عالم الآثار أحمد (يحيى شاهين) وزوجته زهيرة (سناء جميل) المديرة بالتعليم حياة نمطية مع الأبناء: ثريا (ماجدة الخطيب) وسميرة (مشيرة إسماعيل) والطفل هشام (عبد الفتاح السقا)، ولكن ينشغل الأب عنهم باكتشافاته في الآثار القديمة التي تستنفذ كل وقته، بينما تنشغل الأم بعملها الذي لا يترك لها مجال لمتابعة الأبناء. ونتيجة هذا الإهمال من الوالدين للأبناء تتجه ثريا لحياة ماجنة ليس فيها قيود، ولا حدود للمعاملات الجنسية، ولا متابعة من الوالدين. وتتطور شخصية سميرة وتصبح ضعيفة لا تقوى على اتخاذ القرارات. وأما الصغير هشام والذي يفتقد القدوة الصالحة وكذلك يفتقد الرقابة اللصيقة، ويتجه الصبي إلى السرقة على الرغم أنه لا ينقصه شيء.
يرى الأب حال أسرته يتدهور ولا يستطيع قبول التفكك الأسري الحادث بين أبناءه، وهكذا يصاب بصدمة نفسية وتتدهور حالته ليموت تاركاً الأسرة المفككة تحاول العيش بدون سند. تختفي جثة الوالد (أحمد) وتفشل الأسرة في البحث عنها، وتتمثل روحه في قطعة آثار كان الأب أحمد قد أكتشفها منذ فترة، أن روحه تأتي للأسرة من خلال الجعران الملكي. تدور الأحداث بطريقة يملؤها الخيال.

## استقبال الفيلم
كتب موقع سينماتك: «احتفلت جمعية نقاد السينما المصريين عضو الاتحاد الدولي للصحافة السينمائية ـ بمخرج كبير له دور في تاريخ السينما المصرية هو المخرج وكاتب السيناريو والأغاني كمال عطية، الذي بدا رغم تعكزه على عصا، سعيدا بتكريم النقاد له»، ويواصل الموقع مفصلاً نجاحات المخرج ومتحدثاً عن فيلمه «البعض يعيش مرتين»: «تتمثل الدراما الاجتماعية ذات الطابع الخيالي في فيلم البعض يعيش مرتين 1971 ـ عن قصة الأديب عادل كامل، تمثيل يحيى شاهين وماجدة الخطيب وسناء جميل وصلاح منصور، وتدور فكرته عن ان الحياة خلال الموت أعمق من ممارسة الحياة ـ وامتزج فيه الواقع بالخيال.»
ذكر أحمد عبد الرحيم في مقالة تحت عنوان «المحاكاة في عناوين الأفلام المصرية» على موقع «الكتابة» في 11 يونيو 2022: «المحاكاة هو قيام أي إنتاج إبداعي بتقليد إنتاج إبداعي آخر؛ وذلك لأهداف منها التكريم، والحنين، وأشهرها السخرية، وعلى صعيد عناوين الأفلام الروائية المصرية الطويلة، كانت هناك حقيقتان؛ الأولى أن المحاكاة ظهرت مرارًا في أفلام مختلفة، والثانية أنها زادت مؤخرًا لدرجة مفرطة»، وضرب المثل بالفيلم المصري «البعض يعيش مرتين» عام 1971 للمخرج كمال عطية الذي صدر تحت عنوان يحاكي الفيلم الأمريكي لشخصية جيمس بوند «أنت فقط تعيش مرتين You Only Live Twice» الصادر عام 1967 للمخرج لويس جيلبرت.
أدرجت هدير الهنداوي على موقع «مقالات» فيلم «البعض يعيش مرتين» ضمن خمسة أفلام مصرية تقوم البطولة فيها على دور «الروح» وليس الجسد وكتبت: «لهذا فقد اشتهرت هذه الأفلام كثيراً، وظلت لفترة طويلة محط اهتمام المشاهدين، فالغرض والرسالة في كل مرة من قصة الفيلم مختلفة، هناك ما يثير الضحك، وهناك ما يثير التعاطف فيها.»

## وصلات خارجية
- مقالات تستعمل روابط فنية بلا صلة مع ويكي بيانات
- البعض يعيش مرتين على موقع الدهليز
- البعض يعيش مرتين على موقع كاروهات